# Senso
Senso Gietvloeren of Senso, formeel Dutch Design Netherlands- is een Nederlandse fabrikant van kunststof gietvloersystemen.

## Geschiedenis
Senso Gietvloeren is in 2009 door het Financieele Dagblad uitgeroepen tot een van de vijf snelstgroeiende ondernemingen in Nederland. Het startte dat jaar een samenwerking met ontwerper Marcel Wanders, wat resulteerde in de ontwikkeling van Senso Impressions, een product dat in 2011 genomineerd werd voor de Europese Red Dot Design Awards voor beste nieuwe vloerproduct.. Na deze samenwerking volgden samenwerkingen met andere ontwerpers zoals Edward van Vliet, Tom Dixon en Job Smeets.
De onderneming is sinds 2010 ook actief in het buitenland, met vestigingen in Antwerpen en Londen. In 2011 werd het bedrijf door Sprout uitgeroepen tot een van de 25 meest talentvolle ondernemingen.
In 2012 introduceerde Senso als eerste onderneming een gietvloer of basis van plantaardige olie. Daarmee werd de onderneming de eerste die een duurzame gietvloer ontwikkelde.

## Gietvloer met groen label
Senso heeft een gietvloersysteem dat bestaat uit plantaardige olie in plaats van aardolie. Dit systeem is vrij van schadelijke stoffen zoals vluchtige organische stoffen en zware metalen en  zorgt voor een gezondere luchtkwaliteit binnenshuis. Dit vloer systeem heeft erkenning gekregen van het Duitse AgBB en het internationale Ecospecifier.